# جورج تورنر (قاضي)
جورج تورنر (بالإنجليزية: George Turner)‏ هو قاضي أمريكي، ولد في 1750، وتوفي في 1843.